# Agulles del Mercadal
Les Agulles del Mercadal és una muntanya de 1.061 metres que es troba al nord-oest del municipi de Berga, a la comarca catalana del Berguedà.